# Imaging X-ray Polarimetry Explorer
L'Imaging X-ray Polarimetry Explorer (IXPE) è un osservatorio spaziale frutto della collaborazione tra l'ASI e l'agenzia spaziale americana (NASA). L'osservatorio è composto da tre telescopi progettati per studi basati sulla polarimetria dei raggi X cosmici.
I principali obiettivi della missione sono nuclei galattici attivi, microquasar, Pulsar e pulsar wind nebula, Magnetar, Binarie X, resti di Supernova e centro galattico.

## Missione
La missione prevede degli studi rivoluzionari grazie alle misure contemporanee di polarizzazione, variabilità, spettrali e immagini che permetteranno di fornire nuove importanti informazioni sulla geometria e i processi fisici di emissione di radiazione e accelerazione di particelle, in ambienti con campi magnetici e gravitazionali estremi. Questi oggetti hanno la capacità di riscaldare i gas circostanti a temperature di milioni di gradi emettendo di conseguenza raggi x, con la possibilità di essere polarizzati.
Il lancio è avvenuto il 9 dicembre 2021 da Cape Canaveral a bordo di un razzo Falcon 9 e al contributo italiano si aggiungono la costruzione del satellite da parte della Ball Aerospace e la costruzione degli specchi da parte della NASA.

## Descrizione
Il satellite IXPE dispone di tre telescopi a raggi x, con altrettanti rivelatori Gas Pixel Detectors (GPD) in grado di misurare simultaneamente posizione, energia, tempo di arrivo e angolazione di ogni fotone individuato, permettendo di studiare al meglio le sorgenti. I telescopi hanno una lunghezza focale di 4 m grazie ad un braccio estendibile ricoperto da una manica termica per protezione, oltre ad uno scudo dai raggi X sul satellite per evitare che radiazioni fuori asse colpiscano i rilevatori. I GPD utilizzano l'anisotropia della direzione di emissione dei fotoelettroni prodotti dai fotoni polarizzati per misurare con alta sensibilità lo stato di polarizzazione dei raggi X che interagiscono nel mezzo gassoso. I raggi X al centro delle indagini IXPE sono nell'intervallo di energia di 2-8 keV.

### Contributo italiano
L'Agenzia Spaziale Italiana in collaborazione con l'INAF e INFN contribuisce al progetto realizzando i tre telescopi. In particolare il piano focale, comprendente i GPD, l'elettronica e i computer di bordo. Oltre al contributo della strumentazione scientifica l'ASI mette a disposizione il Centro Spaziale Luigi Broglio per la recezione dei dati.
Il Premio Bruno Rossi 2024 della High Energy Astrophysics Division della American Astronomical Society è stato assegnato a Martin Weisskopf, Paolo Soffitta e al team di IXPE per lo sviluppo dell'Imaging X-ray Polarimetry Explorer, le cui misurazioni innovative fanno avanzare la nostra comprensione dell'accelerazione delle particelle e dell'emissione da shock astrofisici, da buchi neri e da stelle di neutroni.